# Домашня сторінка

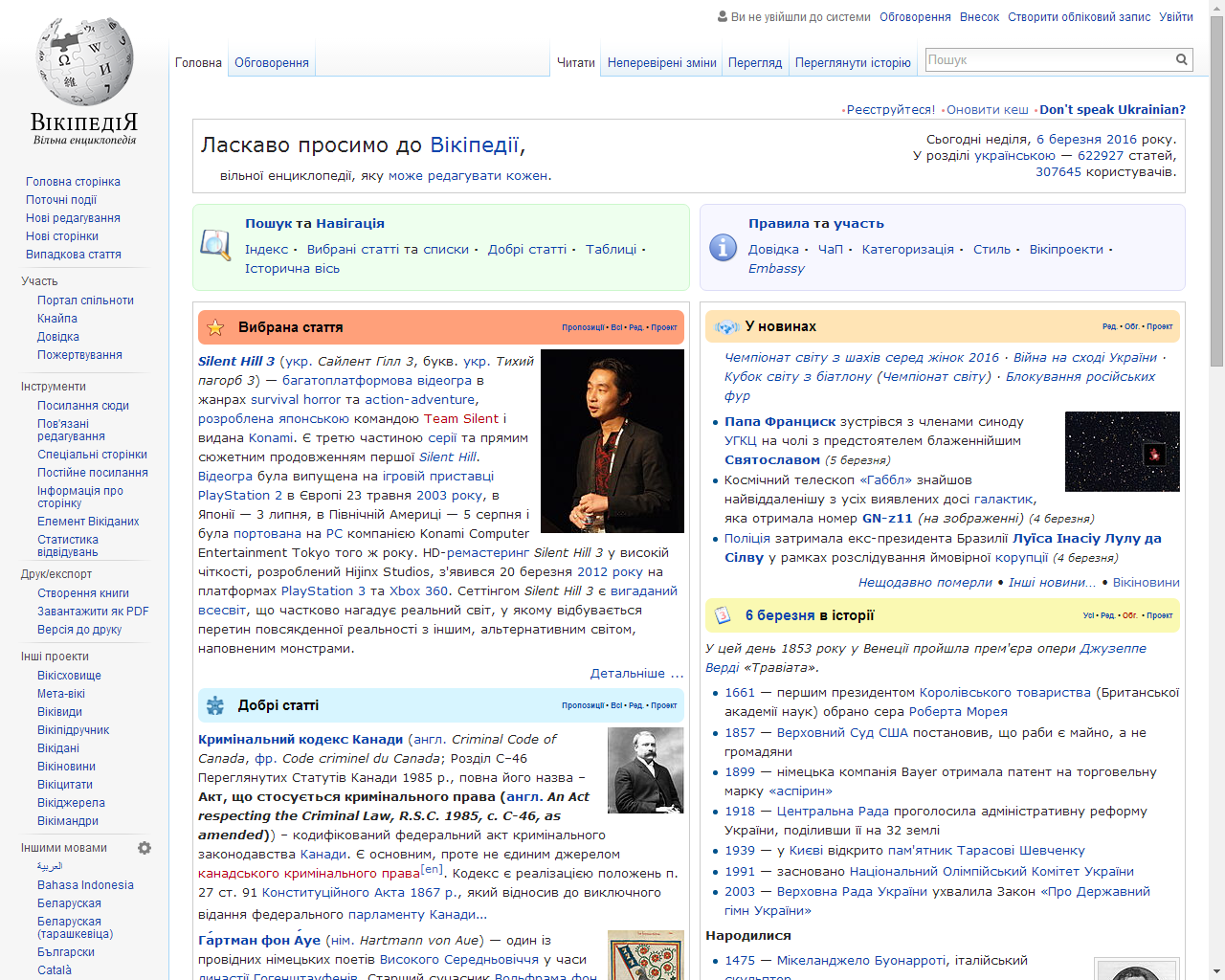
Домашня сторінка української Вікіпедії.

Дома́шня сторі́нка або Головна́ сторі́нка, (англ. home page, main page) — початкова сторінка вебсайту, яка, зазвичай, надає відомості про тематику вебсайту та матеріали, які можна побачити на подальших сторінках (дозволяє переглянути зміст вебсайту). Як правило, посилання робляться саме на домашню (головну) сторінку вебсайту. Іноді домашня сторінка може бути першою і єдиною сторінкою на сайті.